# Poa perennis
Poa perennis är en gräsart som beskrevs av Yi Li Keng och Keng f. Poa perennis ingår i släktet gröen, och familjen gräs. Inga underarter finns listade i Catalogue of Life.